# تنگ

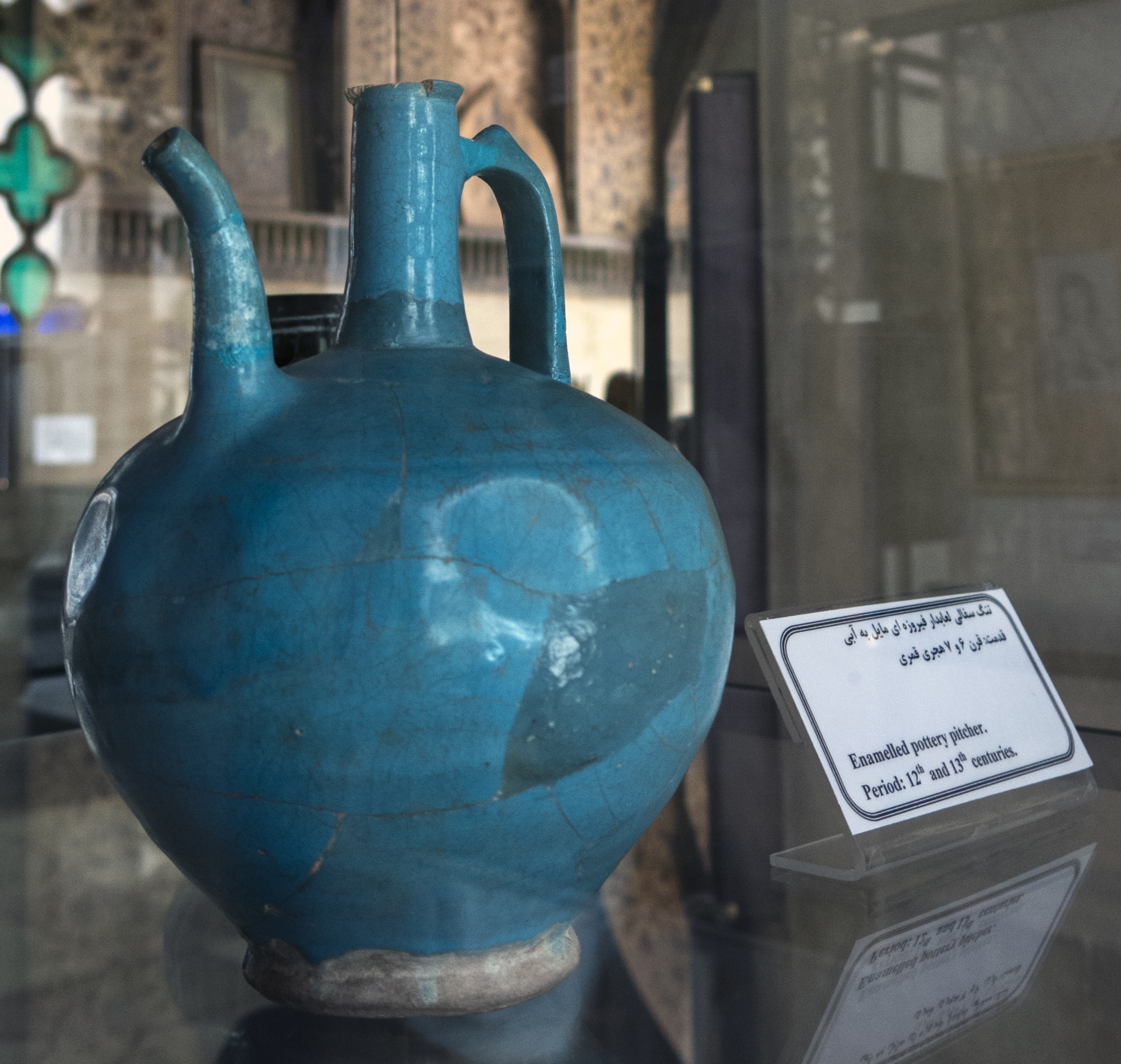
نمونه‌ای از پارچ در ایران باستان

تُنگ یا پارچ (به انگلیسی بریتانیایی: Jug) (به انگلیسی آمریکایی: Pitcher) نوعی ظرف است که اغلب برای نگهداری مایعات از آن استفاده می‌شود. تنگ یک دهانه دارد که از آن می‌توان مایع را ریخت یا نوشید و اغلب یک دسته نیز دارد. بیشتر تنگها در طول تاریخ از سرامیک، شیشه یا پلاستیک ساخته شده‌اند.

## نگارخانه

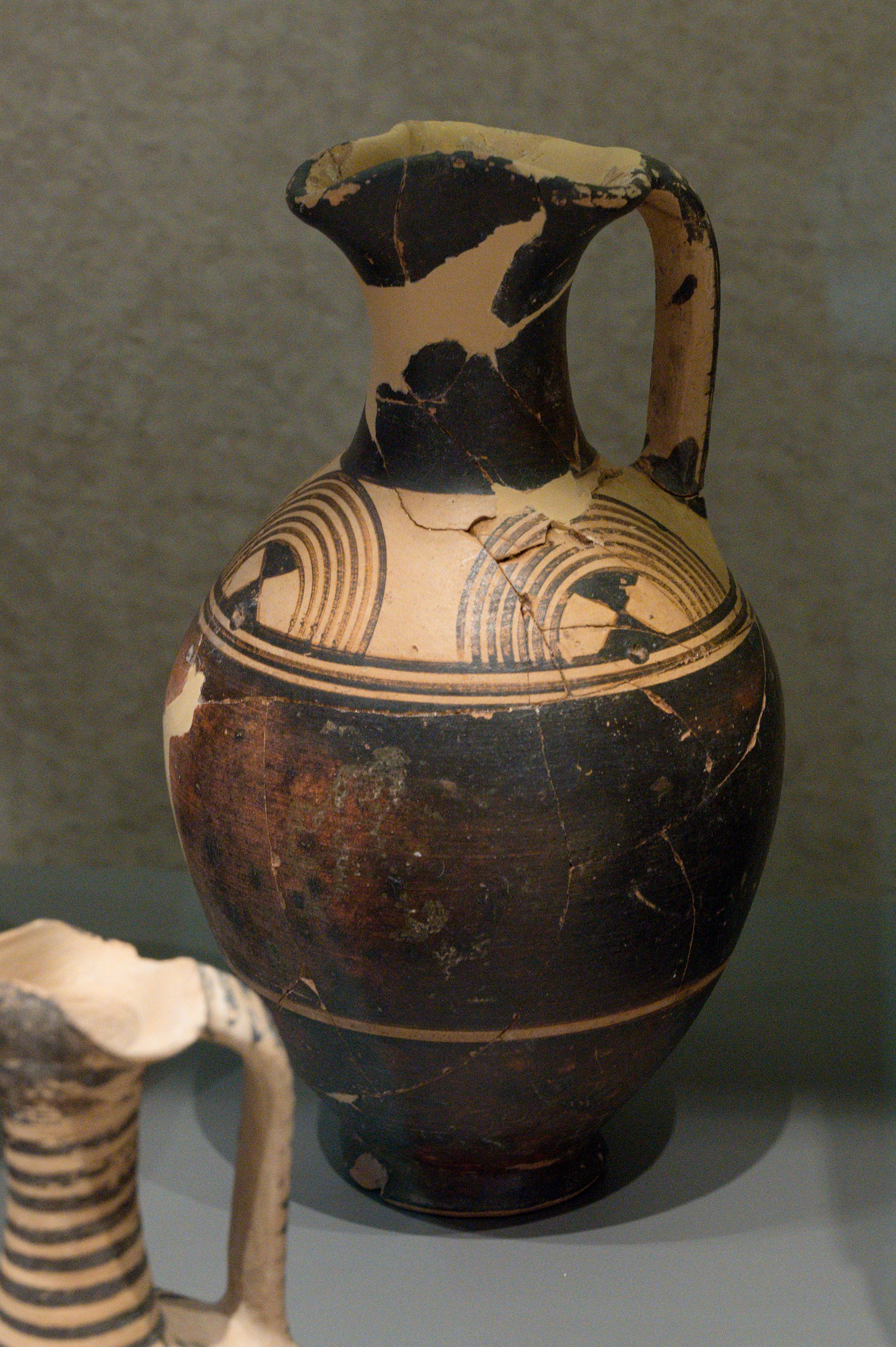
یک پارچ باستانی
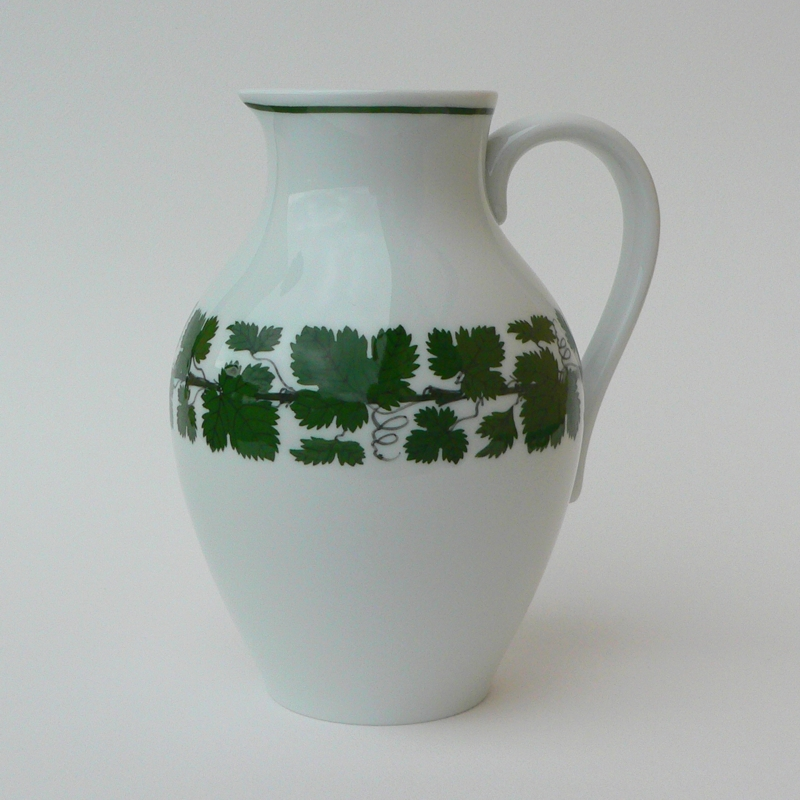
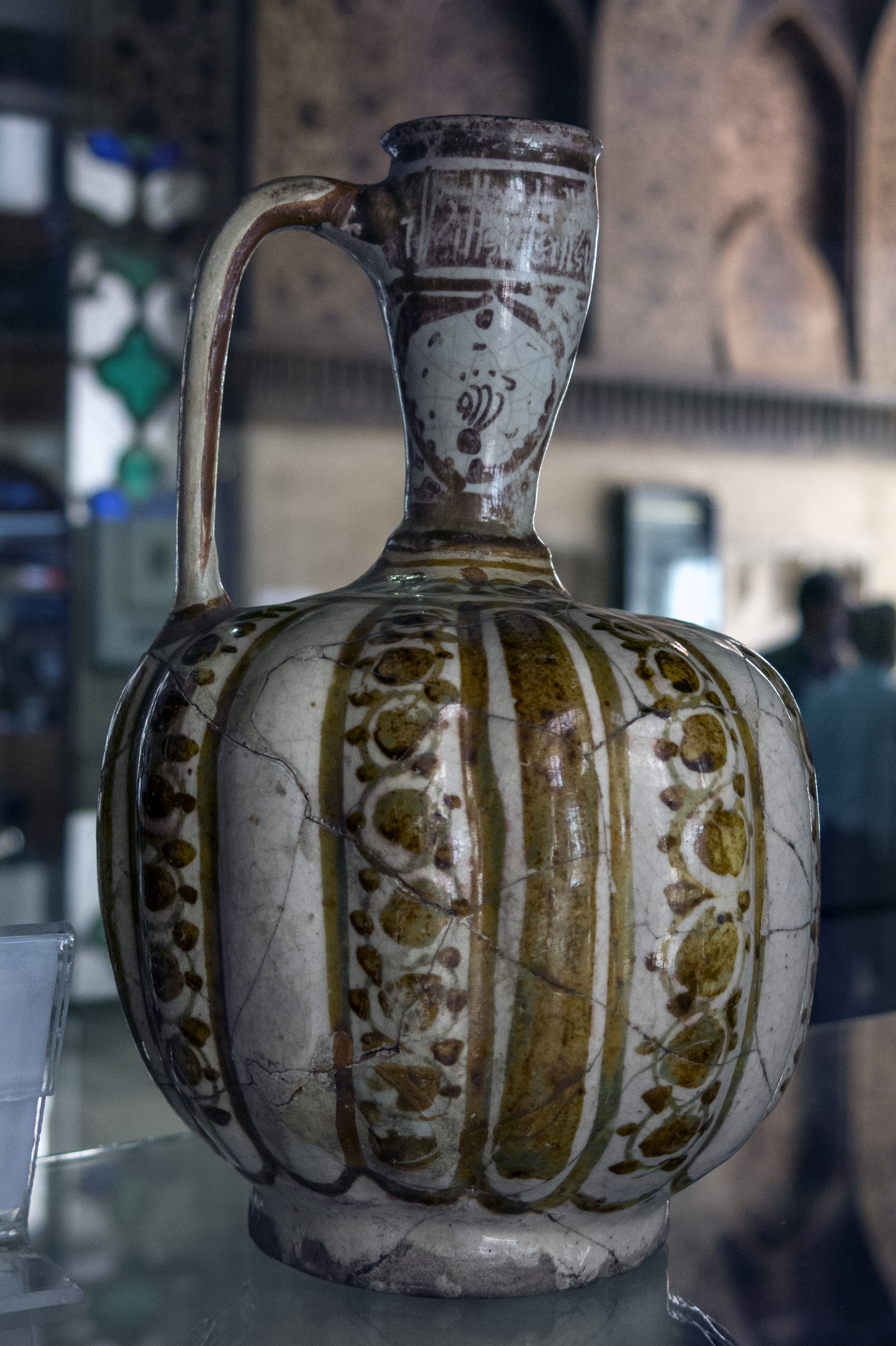
متعلق به قرن ۶-۷ هجری